# Liste der Kulturdenkmäler in Adenau
In der Liste der Kulturdenkmäler in Adenau sind alle Kulturdenkmäler der rheinland-pfälzischen Stadt Adenau einschließlich des Stadtteils Breidscheid aufgeführt. Grundlage ist die Denkmalliste des Landes Rheinland-Pfalz (Stand: 12. Juni 2023).

## Denkmalzonen
| Bezeichnung          | Lage                                                                   | Baujahr | Beschreibung | Bild |
| -------------------- | ---------------------------------------------------------------------- | ------- | --- | ---- |
| Denkmalzone Kreuzweg | Adenau, nordwestlich des Ortes am Kirchberg; Distrikt Mühlenhardt Lage | 1861–63 | in parkähnlicher Landschaft, 1861–63, mit zwei Lavasteingrotten mit lebensgroße Figuren sowie zwei Engeln auf Lavasäulen und 14 neugotischen Stationen; Wegekreuz, bezeichnet 1695 | BW   |

## Einzeldenkmäler
| Bezeichnung                                     | Lage                                                                 | Baujahr                  | Beschreibung | Bild                                    |
| ----------------------------------------------- | -------------------------------------------------------------------- | ------------------------ | --- | --------------------------------------- |
| Evangelische Erlöserkirche                      | Adenau, Dr.-Creutz-Platz 5 Lage                                      | 1913/14                  | Saalbau, Krüppelwalmdach, Einflüsse der Heimatschutzbewegung, 1913/14, Architekt Franz Heinrich Schwechten, Berlin                     | weitere Bilder Fotos hochladen          |
| Marienkapelle                                   | Adenau, Hauptstraße 20 Lage                                          | 1893/95                  | neugotischer Zentralbau, 1893/95, Architekt Caspar Clemens Pickel, Düsseldorf                                                          | weitere Bilder Fotos hochladen          |
| Wohn- und Geschäftshaus                         | Adenau, Hauptstraße 86 Lage                                          | 16. oder 17. Jahrhundert | dreigeschossiges Fachwerkhaus, 16. oder 17. Jahrhundert, im 18. oder 19. Jahrhundert aufgestockt und verändert                         | weitere Bilder Fotos hochladen          |
| Wohnhaus                                        | Adenau, Hauptstraße 108 Lage                                         | 1637                     | Fachwerkhaus, bezeichnet 1637, wohl eher aus dem 18. Jahrhundert, im 19. Jahrhundert erweitert                                         | Fotos hochladen                         |
| Wohnhaus                                        | Adenau, Hauptstraße 116 Lage                                         | 1734                     | Fachwerkhaus, Krüppelwalmdach, bezeichnet 1734                                                                                         | BW                                      |
| Wohnhaus                                        | Adenau, Hauptstraße 128 Lage                                         | um 1900/10               | Fachwerkhaus, teilweise massiv, um 1900/10                                                                                             | BW                                      |
| Wegekreuz                                       | Adenau, Hauptstraße, an Nr. 175 Lage                                 | 18. Jahrhundert          | in Wand eingelassenes Wegekreuz, 18. Jahrhundert                                                                                       | BW                                      |
| Wohnhaus                                        | Adenau, Hauptstraße 249 Lage                                         | 16. Jahrhundert          | Fachwerkhaus, teilweise massiv, Firstständer, 16. Jahrhundert                                                                          | BW                                      |
| Wohnhaus                                        | Adenau, Hauptstraße 250 Lage                                         | 1775                     | Fachwerkhaus, teilweise massiv, bezeichnet 1775                                                                                        | Fotos hochladen                         |
| Wohnhaus                                        | Adenau, Hauptstraße 253 Lage                                         | 16. Jahrhundert          | Fachwerkhaus, eventuell aus dem 16. Jahrhundert                                                                                        | Fotos hochladen                         |
| Wohnhaus                                        | Adenau, Hauptstraße 280 Lage                                         | 1712                     | Fachwerkhaus, teilweise massiv, bezeichnet 1712; Backofen bezeichnet 1705                                                              | weitere Bilder Fotos hochladen          |
| Burghaus                                        | Adenau, Hauptstraße 286 Lage                                         | 14. oder 15. Jahrhundert | Bruchsteinbau, Pyramidaldach, im Kern aus dem 14. oder 15. Jahrhundert, Umbau im 17. Jahrhundert                                       | weitere Bilder Fotos hochladen          |
| Buttermarktkapelle St. Michael                  | Adenau, Hauptstraße, Ecke Mittelbachstraße Lage                      | um 1800                  | kleiner Saalbau, Fachwerkgiebel, um 1800                                                                                               | weitere Bilder Fotos hochladen          |
| Katholische Pfarrkirche St. Johannes der Täufer | Adenau, Kirchstraße 1 Lage                                           |                          | mittelalterlicher Ostchorturm, neugotischer Hallenchor, Langhaus 1969, Architekt Otto Vogel                                            | weitere Bilder Fotos hochladen          |
| Grabkreuze                                      | Adenau, Kirchstraße, bei Nr. 1 Lage                                  | 18. Jahrhundert          | Grabkreuze, 18. Jahrhundert; Kreuz, 19. Jahrhundert; am Chor drei Kreuze, bezeichnet 1786, 1787, 1788                                  | Fotos hochladen                         |
| Amtsgericht Adenau                              | Adenau, Kirchstraße 17–21 Lage                                       | 1920er Jahre             | dreigeschossiger Putzbau, 1920er Jahre                                                                                                 | BW                                      |
| Denkmal                                         | Adenau, Kirchstraße, bei Nr. 17–21 Lage                              | 1923                     | Denkmal zur Erinnerung an den Separatisten-Abwehrkampf, Stele, 1923                                                                    | BW                                      |
| Johanniterkomturei                              | Adenau, Kirchstraße 26 Lage                                          | 1743                     | siebenachsiger Mansardwalmdachbau, bezeichnet 1743, teilweise mit mittelalterlicher Bausubstanz                                        | weitere Bilder Fotos hochladen          |
| Türblatt                                        | Adenau, Kirchstraße, an Nr. 27 Lage                                  |                          | Türblatt | Fotos hochladen                         |
| Katholisches Pfarramt                           | Adenau, Kirchstraße 28 Lage                                          | um 1900                  | späthistoristischer Backsteinbau, Walmdach                                                                                             | weitere Bilder Fotos hochladen          |
| Hotel Blaue Ecke                                | Adenau, Markt 4 Lage                                                 | 1682                     | dreigeschossiges Fachwerkhaus, zweites Obergeschoss eventuell später, Erkertürmchen bezeichnet 1682, Fahne wohl falsch bezeichnet 1578 | weitere Bilder Fotos hochladen          |
| Wohnhaus                                        | Adenau, Markt 7 Lage                                                 | 18. Jahrhundert          | dreigeschossiges Fachwerkhaus, teilweise massiv, verputzt, 18. Jahrhundert                                                             | weitere Bilder Fotos hochladen          |
| Wohn- und Geschäftshaus                         | Adenau, Markt 8 Lage                                                 | 1630                     | viergeschossiges Fachwerkhaus, Rähmbau, bezeichnet 1630                                                                                | weitere Bilder Fotos hochladen          |
| Wohnhaus                                        | Adenau, Markt 9 Lage                                                 | 16. oder 17. Jahrhundert | dreigeschossiges Fachwerkhaus, teilweise massiv und verschiefert, 16. oder 17. Jahrhundert                                             | BW                                      |
| Winterschule                                    | Adenau, Mühlenstraße 21 Lage                                         | um 1900                  | Putzbau, teilweise Fachwerk, Krüppelwalmdach, um 1900                                                                                  | BW                                      |
| Wohnhaus                                        | Adenau, Pferdemarkt 10 Lage                                          | 18. oder 19. Jahrhundert | Fachwerkhaus, teilweise massiv und verschiefert, 18. oder 19. Jahrhundert                                                              | Fotos hochladen                         |
| Alte Schule                                     | Adenau, Schulstraße 18 Lage                                          | um 1900                  | Backsteinbau, dreiachsiger Giebelrisalit, um 1900                                                                                      | Fotos hochladen                         |
| Wegekapelle St. Josef                           | Adenau, Wimbachstraße, Ecke Bertrodtstraße Lage                      | um 1900                  | Wegekapelle des Heiligen Josef, um 1900                                                                                                | Fotos hochladen                         |
| Grabkreuz                                       | Adenau, nördlich des Ortes                                           | 18. Jahrhundert          | Grabkreuz, 18. Jahrhundert | Direkt Bild zu diesem Denkmal hochladen |
| Kreuz                                           | Adenau, nördlich des Ortes am Kirchberg                              | 18. Jahrhundert          | Kreuz, 18. Jahrhundert | Direkt Bild zu diesem Denkmal hochladen |
| Grabkreuz                                       | Adenau, nordwestlich des Ortes an der B 257 Richtung Leimbach        | 1768                     | Grabkreuz, bezeichnet 1768 | Direkt Bild zu diesem Denkmal hochladen |
| Kaiser-Wilhelm-Turm                             | Adenau, östlich des Ortes auf der Hohen Acht Lage                    | 1908–09                  | Bruchsteinbau, Relief bezeichnet 1908–09, Entwurf Wilhelm von Tettau, Berlin, Ausführung Karl und Johannes Leidinger, Adenau           | weitere Bilder Fotos hochladen          |
| Kreuz                                           | Adenau, südlich des Ortes an der K 18; Flur Am steinernen Kreuz Lage | 1776                     | Kreuz, bezeichnet 1776 | BW                                      |
| Kapelle                                         | Adenau, westlich des Ortes                                           | 19. oder 20. Jahrhundert | Kapelle, 19. oder 20. Jahrhundert | Direkt Bild zu diesem Denkmal hochladen |
| Wegekreuz                                       | Adenau, westlich des Ortes                                           | 1712                     | Wegekreuz; Nischentyp, bezeichnet 1712                                                                                                 | Direkt Bild zu diesem Denkmal hochladen |
| Kreuz                                           | Breidscheid, Brunnenstraße, bei Nr. 23 Lage                          | 1687                     | Kreuz, bezeichnet 1687 | BW                                      |
| Grabkreuz                                       | Breidscheid, Herschbroicher Straße, gegenüber Nr. 2 Lage             |                          | Grabkreuz; eingelassen in ein Heiligenhäuschen                                                                                         | BW                                      |
| Wohnhaus                                        | Breidscheid, In der Dell 2 Lage                                      | 17. oder 18. Jahrhundert | Fachwerkhaus, verputzt, 17. oder 18. Jahrhundert                                                                                       | Fotos hochladen                         |
| Filialkapelle St. Rochus und St. Sebastian      | Breidscheid, Trierer Straße, Ecke In der Dell Lage                   | 1630                     | Pestkapelle; Saalbau, bezeichnet 1630, Chor eventuell aus dem 13. Jahrhundert                                                          | Fotos hochladen                         |
| Brunnen und Kreuz                               | Breidscheid, Trierer Straße, bei der Kapelle Lage                    |                          | Brunnen mit Pumpe; Kreuz, bezeichnet 1638                                                                                              | Fotos hochladen                         |
| Türblatt                                        | Breidscheid, Trierer Straße, an Nr. 27 Lage                          |                          | Türblatt | BW                                      |
| Wohnhaus                                        | Breidscheid, Trierer Straße 70 Lage                                  | 18. Jahrhundert          | Fachwerkhaus, 18. Jahrhundert | Fotos hochladen                         |
| Kreuz                                           | Breidscheid, südlich von Breidscheid an der B 257 Richtung Nürburg   | 1641                     | Kreuz, bezeichnet 1641 | Direkt Bild zu diesem Denkmal hochladen |
| Relief                                          | Breidscheid, Gemarkung                                               | 18. Jahrhundert          | Relief an einem Heiligenhäuschen, Vesper mit Assistenzfiguren, 18. Jahrhundert                                                         | Direkt Bild zu diesem Denkmal hochladen |

## Ehemalige Kulturdenkmäler
| Bezeichnung | Lage                         | Baujahr         | Beschreibung                                                                                             | Bild |
| ----------- | ---------------------------- | --------------- | --- | ---- |
| Wohnhaus    | Adenau, Hauptstraße 251 Lage | 16. Jahrhundert | Fachwerkhaus, teilweise massiv, Firstständer, 16. Jahrhundert; abgebrochen und aus Denkmalliste gelöscht | BW   |